# Marco Tremolaterra
Marco Tremolaterra (Pieve di Cadore, 31 marzo 1967) è un ex hockeista su ghiaccio italiano.

## Biografia
Nella sua lunga carriera ha giocato in molte squadre: ha esordito in serie A2 nell'SG Cortina nel 1991-92, dove ha giocato poi nella stagione successiva (Serie A2) e nel 1997-98 (in Serie A). Ha poi giocato con le maglie di HC Como (dal 1993-94 al 1995-96, sempre in seconda serie), AS Mastini Varese (per l'Alpenliga 1995), HC Feltre (1996-97, in seconda serie), HC Lions Courmaosta (1998-99, in massima serie), HC Valpellice (1999-2000 in massima serie e poi dal 2006-07 al 2008-09 in serie A2), HC Merano (prima parte della stagione 2000-01 in serie A), SSI Vipiteno Broncos (seconda parte della stagione 2000-01 in serie A), HC Appiano (dal 2001-02 alla prima parte del 2003-04 in serie B, tranne l'ultima stagione in serie A), HC Bressanone (nella seconda parte del 2003-04 e per l'intera stagione successiva, in seconda serie), SG Pontebba (2005-06 in serie A2) e Real Torino HC (dal 2009-10, in serie A2). Nella stagione 2014-15 ha giocato in serie C con il Hockey Club Torino Bulls 2011.